# Пояна (Дулчешть, Нямц)
Пояна (рум. Poiana) — село у повіті Нямц в Румунії. Входить до складу комуни Дулчешть.
Село розташоване на відстані 290 км на північ від Бухареста, 31 км на схід від П'ятра-Нямца, 64 км на захід від Ясс.

## Населення
За даними перепису населення 2002 року у селі проживали 177 осіб, усі — румуни. Усі жителі села рідною мовою назвали румунську.